# Datana integerrima
Datana integerrima (tên tiếng Anh: Walnut Caterpillar Moth) là một loài bướm đêm thuộc họ Notodontidae. Nó được tìm thấy ở miền đông Bắc Mỹ, from Ontario, through hầu hết các bang miền đông phía tây đến Minnesota và phía nam đến miền bắc México.
Sải cánh dài 35–50 mm. Con trưởng thành bay từ tháng 5 đến tháng 8.
Ấu trùng ăn các loài cây mại châu, pecan, Carya và Juglans.